# Гарсия Баррос, Педро
Педро Гарсия Баррос (исп. Pedro García Barros род. 3 апреля 1946, Сантьяго) — чилийский футболист и тренер, выступавший на позиции полузащитника. Известен своими выступлениями за клубы Чили и Мексики, а также за сборную Чили.

## Биография
Педро Гарсия Баррос родился 3 апреля 1946 года в Сантьяго, Чили. Свою футбольную карьеру он начал в клубе Грин Кросс в 1965 году. В 1966 году он перешёл в «Унион Эспаньола», где провёл пять сезонов. В 1971 году Гарсия присоединился к Коло-Коло, где играл до 1972 года. В 1973 году он выступал за «О’Хиггинс» и мексиканский клуб «УНАМ Пумас». Завершил игровую карьеру в 1975 году в Депортес Ла-Серена.
В сборной Чили Педро Гарсия дебютировал 19 сентября 1967 года. Всего за сборную он провёл 2 матча, не забив ни одного гола.
После завершения игровой карьеры Гарсия начал тренерскую деятельность. В 1978 году он возглавил молодёжную сборную Чили, а затем тренировал такие клубы, как «Унион Эспаньола», «Депортес Арика», «Депортес Консепсьон» и «Коло-Коло». В 1986 году он переехал в Эквадор, где работал с клубом «Филанбанко». В Мексике Гарсия тренировал «Леон», «Пуэбла», «Монтеррей», «Атлас» и «Сантос Лагуна». В 2001 году он ненадолго возглавил сборную Чили, а в 2009 году тренировал «Уачипато».